# Robert King
Pour les articles homonymes, voir Robert King (homonymie) et King.
Robert Wade King (né le 20 juin 1906 à Los Angeles et mort le 29 juillet 1965 à Walnut Creek) est un athlète américain, spécialiste du saut en hauteur.
Lors des Jeux d'Amsterdam en 1928, il remporte le concours du saut en hauteur.